# Матфрид (граф Орлеана)
Матфрид I (фр. Matfrid, ок. 795 — 836) — граф Орлеана в ок. 818—828, 830—832 и 834 годах, родоначальник дома Матфридингов.

## Биография
Его точное происхождение не известно. Впервые он упоминается в источниках в 815 году при дворе императора Людовика I Благочестивого. С 817 года он занимает при дворе высокое положение: император доверял ему важные дипломатические и военные поручения. Около 818 года Матфрид получил в управление графство Орлеан. В 824 году Матфрид сопровождал императора в успешном походе в Бретань, против поднявшего мятеж графа Вимарка.
Матфрид сохранял верность императору до тех пор, пока вторая жена Людовика, Юдифь, не выступила против его сыновей от первого брака, желая пересмотра раздела империи 817 года в пользу своего сына Карла. Это раскололо франкскую знать на два противоборствующих лагеря. Несмотря на это Матфрид вместе с графом Тура Гуго в 826 году сопровождали императрицу на крещение датского конунга Харальда Клака.
В мае 827 года кордовская армия вторглась в Каталонию и летом осадила Барселону. Граф Барселоны Бернар Септиманский обратился за помощью к императору, который послал против арабов своего сына Пипина, короля Аквитании, а также графа Тура Гуго и Матфрида. Но они очень долго собирали армию и добрались до Барселоны только в конце 827 года, когда арабы уже разорили область и отступили. На Ассамблее в Ахене в феврале 828 году графы Гуго и Манфред были обвинены в том, что из-за их промедления графство было разорено, и лишены своих графств. Графом Орлеана стал родственник Бернара Септиманского, Эд.
В апреле 830 года Матфрид присоединился к мятежу Пипина Аквитанского против отца, императора Людовика. Пипин двинулся на Орлеан, где посадил Матфрида. На ассамблее в Компьене в мае обвинённая в измене императрица Юдифь была сослана в монастырь, Эд Орлеанский был выслан в Италию. Но уже в октябре император Людовик вернул себе власть. После того, как Пипин в 832 году потерпел поражение, Матфрид снова потерял Орлеан, отданный вернувшемуся из ссылки в Италию Эду.
Во время второго мятежа сыновей Людовика Матфрид поддержал Лотаря I. Весной 834 года Матфрид разбил на границе с Бретанью армию Эда Орлеанского, который погиб в битве вместе с братом, Гильомом, графом Блуа и некоторыми другими представителями знати. Но в июне 834 года Лотарь на ассамблее в Блуа был вынужден подчиниться отцу. В итоге Матфрид последовал за Лотарем в Италию, где и умер в 836 году от эпидемии.

## Брак и дети
Имя жены Матфрида неизвестно. У него известно двое детей:
- Матфрид II (ок. 820 — после 882), граф в Эфельгау в 855—882
- Ингельтруда (820/825 — до 878); 1-й муж: Бозон; 2-й муж: Вангар